# ABET

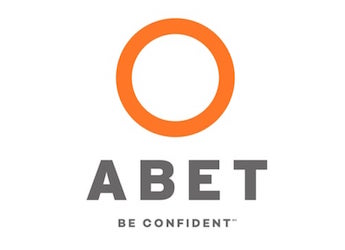
Logo của ABET

ABET, viết tắt cho Accreditation Board for Engineering and Technology, Inc., là một tổ chức phi chính phủ chuyên về đánh giá tiêu chuẩn của một số chương trình giáo dục như "khoa học ứng dụng, máy tính, kỹ sư, công nghệ".
Sự đánh giá các chương trình chủ yếu là ở Hoa Kỳ nhưng dần mở rộng ra quy mô quốc tế. Tính đến tháng 3 năm 2020, có khoảng 4307 chương trình đã được kiểm định, thuộc trên 840 trường đại học ở 41 quốc gia.

## Thành viên
ABET là một tổ chức của 32 tổ chức thành viên chuyên về các lĩnh vực như khoa học ứng dụng, máy tính, kỹ sư, công nghệ.
Các tổ chức thành viên
- AAEE – American Academy of Environmental Engineers
- ACerS – American Ceramic Society with their National Institute of Ceramic Engineers (NICE)
- ACSM – American Congress on Surveying and Mapping
- AIAA – American Institute of Aeronautics and Astronautics
- AIChE – American Institute of Chemical Engineers
- AIHA – American Industrial Hygiene Association
- ANS – American Nuclear Society
- ASABE – American Society of Agricultural and Biological Engineers
- ASCE – American Society of Civil Engineers
- ASEE – American Society for Engineering Education
- ASHRAE – American Society of Heating, Refrigerating and Air-Conditioning Engineers
- ASME – American Society of Mechanical Engineers
- ASSE – American Society of Safety Engineers
- BMES – Biomedical Engineering Society
- CSAB – formerly called the Computing Sciences Accreditation Board
- IEEE – officially still the Institute of Electrical and Electronics Engineers
- IIE – Institute of Industrial Engineers
- INCOSE – International Council on Systems Engineering
- ISA – formerly the Instrument Society of America, now International Society of Automation
- NCEES – National Council of Examiners for Engineering and Surveying
- NSPE – National Society of Professional Engineers
- SAE International – formerly called the Society of Automotive Engineers
- SFPE – Society of Fire Protection Engineers
- SME – Society of Manufacturing Engineers
- SME-AIME – Society for Mining, Metallurgy, and Exploration, Inc.
- SNAME – Society of Naval Architects and Marine Engineers
- SPE – Society of Petroleum Engineers
- SPIE – formerly called the Society of Photo-Optical Instrumentation Engineers
- TMS – The Minerals, Metals & Materials Society

Các tổ chức thành viên liên kết
- MRS – Materials Research Society
- WEPAN – Women in Engineering ProActive Network
- SWE – Society of Women Engineers

## Các chương trình đã được kiểm định
| Quốc gia             | Chương trình đã được kiểm định |
| -------------------- | ------------------------------ |
| Hoa Kỳ               | 609                            |
| United Arab Emirates | 12                             |
| Mexico               | 11                             |
| Saudi Arabia         | 9                              |
| Peru                 | 8                              |
| Turkey               | 6                              |
| Kuwait               | 4                              |
| Colombia             | 3                              |
| Indonesia            | 3                              |
| Lebanon              | 3                              |
| Philippines          | 3                              |
| Spain                | 3                              |
| Bahrain              | 2                              |
| Egypt                | 2                              |
| India                | 2                              |
| Jordan               | 2                              |
| Kazakhstan           | 2                              |
| Qatar                | 2                              |
| Singapore            | 2                              |
| Chile                | 1                              |
| Trung Quốc           | 1                              |
| Ecuador              | 1                              |
| Morocco              | 1                              |
| Oman                 | 1                              |
| Palestine            | 1                              |
| Nga                  | 1                              |
| South Africa         | 1                              |
| Việt Nam             | 2                              |
| Tổng cộng            | 697                            |

## Tiêu chí
ABET đặt ra chương trình giảng dạy tối thiểu cho nhiều chương trinh giảng dạy kỹ thuật. Chẳng hạn, ABET yêu cầu tất cả các kỹ sư tốt nghiệp của một chương trình nhận được ít nhất một năm học về khoa tự nhiên và vật lý, toán học, và yêu cầu những kiến thức tổng quát khác.